# María Parrado
María Dolores Parrado Ávila (Chiclana de la Frontera, Cádiz, 28 de abril de 2001) es una cantante española de pop conocida por ganar la primera edición de La Voz Kids España.

## Carrera musical

### 2010:Cántame una canciónyMenuda noche
En 2010, a la edad de ocho años, participó en el concurso televisivo Cántame una canción en Telecinco.
En ese mismo año, fue también seleccionada para participar en el programa Menuda noche de Canal Sur. Cantó a capela varias canciones durante el programa, como «La bella y la bestia» o «Vas a volverme loca».

### 2014:La Voz Kidsy primer álbum
Con doce años, en 2014, ganó la primera edición del concurso de talento español La Voz Kids, emitido en Telecinco. Formó parte del equipo de Malú en el show. Cuando ganó el concurso, estaba en 1.º de la ESO y en cuarto de piano.
Las dos canciones que cantó en la última fase de La Voz Kids («Quién» de Pablo Alborán en el Top 9 y «Lucía» de Joan Manuel Serrat, canción que posteriormente tendría la suerte de compartir con el artista, en el Top 3) fueron lanzados como sencillos y aparecieron en la lista de éxitos española. Recibió una beca de 10.000 euros para seguir con su carrera musical, un viaje a Disneyland junto a los otros finalistas del concurso y la oportunidad de grabar un disco con la compañía Universal.
Unas semanas después de la final de La Voz Kids lanzó su álbum debut, un homenaje al cantante Pablo Alborán y producido por Universal Music Spain y titulado simplemente María Parrado, que en poco tiempo alcanzó el número 2 en la lista de álbumes más vendidos de España. Este álbum pasó 46 semanas consecutivas en la lista. Este álbum incluyó 7 canciones del artista Pablo Alborán interpretadas por María, y una inédita titulada «El significado del amor».
Posteriormente, realizó una gira llena de conciertos, su primer concierto fue el 17 de mayo en Buesa Arena (Vitoria). También realizó conciertos por Madrid (el primero fue el 11 de julio de 2014 en el Teatro Nuevo Apolo).. Fue una gira con la que recorrió la mayor parte de la geografía española.
En octubre de 2014 reeditó su primer álbum bajo el nombre María Parrado — Edición Especial Gira. Este álbum incluye canciones que la artista cantaba en su primera gira, y quiso grabarlas en un CD para acercarlas a toda esa gente que no pudo asistir a sus conciertos.

### 2015-2016:AbrilyMi Mundo
A principios de 2015, cantó la BSO de la película Annie, que se estrenó el 30 de enero y llegó a estar en el primer puesto en taquillas durante semanas. Poco después, lanzó su segundo álbum, titulado Abril, que alcanzó el puesto número 6 en la lista de álbumes más vendidos de España. La primera canción lanzada como sencillo fue «Quien cambia soy yo». También empezó su gira con el mismo nombre del disco. Visitando los municipios más importantes de las provincias del país y terminando en su pueblo en la feria de agosto. 
A finales de 2015, anunció que estrenaría la canción «Frío», incluida en su álbum Abril, a dúo con Andrés Ceballos del grupo Dvicio.
En abril de 2016, anunció su nueva gira musical bajo el nombre Mi Mundo. En esta gira, la cantante interpretó temas de sus dos discos, temas que le han marcado, a la vez que interactuaba con dos músicos y con el público. 
En junio de 2016 se estrenó como miembro del jurado en un nuevo talent show de Canal Sur titulado Fenómeno Fan, programa presentado por Natalia Rodríguez. Asimismo, interpretó la versión en español del tema principal de la película animada de Disney Vaiana («How Far I'll Go»), en castellano «Qué hay más allá», tanto en su versión normal como en la versión «reprise», la cual refleja el espíritu aventurero y guerrero de la joven protagonista. Por añadidura, dobló a la protagonista del filme, la princesa Moana Waialiki. Aparte de la canción principal, cantó las canciones del resto de la película, como «Aquí está». También acudió en calidad de invitada al programa de cocina de Disney Un, dos, ¡chef!.

### 2017-2024:AlasyConmigo
En 2017, fue nominada a un Kids' Choice Award en la categoría «Artista español favorito».
El 6 de septiembre de 2017, se estrenó en el programa Déjate llevar de Cadena Dial su nuevo sencillo titulado «Un milagro» junto a Antonio José. Salió a la venta en plataformas digitales el 8 de septiembre.
El 6 de abril de 2018, salió a la venta su tercer álbum, titulado Alas. Este disco incluye 12 canciones, entre ellas «Si me dejas», «Un milagro» y «Alas», canción compuesta por ella. El álbum debutó en el número 6 en España. El 4 de noviembre de 2018 comenzó la gira de presentación del disco, llamada Tour Alas, donde presenta un tema inédito, escrito junto a Gonzalo Hermida, «Que alguien te lo cuente». El 9 de noviembre de 2018, salió a la venta su nuevo sencillo, «No creo en nada», en colaboración con Luis Cepeda.
El 22 de febrero de 2019, actuó en La mejor canción jamás cantada, interpretando la canción «La chica Ye Ye».
En 2021 salieron los sencillos «71» y «Calcetines».
El 4 de febrero de 2022, publicó su cuarto disco, Conmigo.

### 2025-presente
Tras un pequeño parón, en junio de 2025 regresó a la industria musical con «Tiempo al tiempo», una colaboración con Lucas Curotto.

## Televisión
Programas
- Menuda noche (2009) en Canal Sur 1
- Cántame una canción (2010) en Telecinco
- La voz Kids (2013) en Telecinco
- Fenómeno Fan (2016–presente) en FORTA
- La mejor canción jamás cantada (2019) en TVE
- Tu cara me suena (2020; 2023) en Antena 3
- Mapi (2022) en TVE
- Gala Disney 100 en el Teatro Real de Madrid (2023) en Divinity
- Dúos increíbles (2023) en TVE
- Gente maravillosa (programa de televisión) (2024) en Canal Sur Televisión

## Discografía

### Álbumes de estudio
| N.º | Título                                | Detalles                                                                                 | Listas | Certificaciones | Ventas       |
| N.º | Título                                | Detalles                                                                                 | ESP    | Certificaciones | Ventas       |
| --- | ------------------------------------- | ---------------------------------------------------------------------------------------- | ------ | --------------- | ------------ |
| 1   | María Parrado                         | - Lanzamiento: 2014 - Discográfica: Universal Music Spain                                | 1      | - ES: Oro       | - ES: 20 000 |
| 1   | María Parrado — Edición Especial Gira | - Reedición de su primer álbum - Lanzamiento: 2014 - Discográfica: Universal Music Spain |        |                 |              |
| 2   | Abril                                 | - Lanzamiento: 2015 - Discográfica: Universal Music Spain                                | 6      |                 |              |
| 3   | Alas                                  | - Lanzamiento: 6 de abril de 2018 - Discográfica: Universal Music Spain                  | 6      |                 |              |
| 4   | Conmigo                               | - Lanzamiento: 4 de febrero de 2022 - Discográfica: Universal Music Spain                | 38     |                 |              |

### Sencillos
- 2014: «Quién»
- 2014: «A prueba de ti»
- 2015: «Quien cambia soy yo»
- 2015: «Frío» (con Andrés Ceballos de Dvicio)
- 2016: «Abril»
- 2017: «Un milagro» (con Antonio José)
- 2018: «Si me dejas»
- 2018: «No creo en nada» (con Cepeda)
- 2019: «Tarde»
- 2021: «71»
- 2021: «Calcetines»
- 2025: «Tiempo al tiempo» (con Lucas Curotto)

### Videoclips
- 2014: «A prueba de ti»
- 2015: «Quien cambia soy yo»
- 2015: «Frío» (con Andrés Ceballos)
- 2016: «Que hay más allá» (BSO Vaiana)
- 2017: «Un milagro» (con Antonio José)
- 2018: «Si me dejas»
- 2018: «No creo en nada» (con Cepeda)
- 2025: «Tiempo al tiempo» (con Lucas Curotto)

## Premios y nominaciones
| Año  | Premio                               | Categoría                 | Resultado |
| ---- | ------------------------------------ | ------------------------- | --------- |
| 2015 | Neox Fan Awards 2015                 | Cantante que perseguirías | Finalista |
| 2017 | Nickelodeon Kids' Choice Awards 2017 | Artista español favorito  | Nominada  |